# Saint-Léger-du-Malzieu
Saint-Léger-du-Malzieu is een gemeente in het Franse departement Lozère (regio Occitanie) en telt 210 inwoners (2005). De plaats maakt deel uit van het arrondissement Mende.

## Geografie
De oppervlakte van Saint-Léger-du-Malzieu bedraagt 19,6 km², de bevolkingsdichtheid is 10,7 inwoners per km².
De onderstaande kaart toont de ligging van Saint-Léger-du-Malzieu met de belangrijkste infrastructuur en aangrenzende gemeenten.

## Demografie
Onderstaande figuur toont het verloop van het inwonertal (bron: INSEE-tellingen).